# Liste der Monuments historiques in Soulaucourt-sur-Mouzon
Die Liste der Monuments historiques in Soulaucourt-sur-Mouzon führt die Monuments historiques in der französischen Gemeinde Soulaucourt-sur-Mouzon auf.

## Liste der Immobilien
| Bezeichnung      | Beschreibung | Standort                  | Kennzeichnung | Schutzstatus | Datum     | Bild           |
| ---------------- | --- | ------------------------- | ------------- | ------------ | --------- | -------------- |
| Festung La Mothe | 1258 als Stadt und Burg gegründet, ab 1400 zur Festung ausgebaut, 1645 geschleift; auch auf dem Gebiet von Outremécourt | nördlich des Ortes (Lage) | PA00079246    | Classé       | 1923 2001 | weitere Bilder |

## Liste der Objekte
| Bezeichnung                        | Beschreibung                                                                                        | Standort                      | Kennzeichnung | Schutzstatus | Datum | Bild |
| ---------------------------------- | --------------------------------------------------------------------------------------------------- | ----------------------------- | ------------- | ------------ | ----- | ---- |
| Hauptaltar                         | Altartisch, Altaraufbau und Tabernakel; Holz, farbig gefasst und vergoldet, 18. und 19. Jahrhundert | in der Kirche St-Léger (Lage) | PM52001154    | Classé       | 1977  |      |
| Taufbecken                         | Kalkstein, bezeichnet 1751                                                                          | in der Kirche St-Léger (Lage) | PM52001897    | Inscrit      | 1978  |      |
| Skulptur Madonna mit Kind          | mit Stifterfigur; Kalkstein, farbig gefasst, Anfang des 17. Jahrhunderts                            | in der Kirche St-Léger (Lage) | PM52001898    | Inscrit      | 1978  |      |
| Armreliquiar des heiligen Leodegar | Holz, farbig gefasst, 17. Jahrhundert                                                               | in der Kirche St-Léger (Lage) | PM52001155    | Classé       | 1977  |      |
| Kelch und Patene                   | Silber, vergoldet, 18. Jahrhundert                                                                  | in der Kirche St-Léger (Lage) | PM52001156    | Classé       | 1977  |      |